# Dario Argento’s World of Horror
Dario Argento’s World of Horror (Originaltitel: Il Mondo dell'orrore di Dario Argento) ist ein italienischer Dokumentarfilm, der 1985 veröffentlicht wurde. Der Film zeigt Karriere und Werke des italienischen Horrorfilm- und Giallo-Regisseurs Dario Argento. Zugleich ist der Film das Regiedebüt von Michele Soavi, der auch für Produktion und Drehbuch verantwortlich zeichnete und später selbst Horrorfilme wie Dellamorte Dellamore drehte.
Der Dokumentarfilm enthält diverse Interviews mit Dario Argento und vielen anderen Stars, die in seinen Filmen mitwirkten, des Weiteren sehr viele Clips und „Hinter den Kulissen“ (Behind the scenes)-Materialien von den Sets der Filme. Da sehr viele Filme von Dario Argento geschnitten oder gar nicht erhältlich waren und World of Horror sehr viele der gekürzten Szenen enthielt, erreichte der Film unter Genreanhängern sehr schnell Kultstatus. Eine der berühmtesten Szenen in World of Horror ist mit Sicherheit der, im eigentlichen Film nicht gezeigte, Doppelmord zu Beginn von Suspiria.
World of Horror ist in Deutschland ausschließlich als staatlich ungeprüfte und gekürzte Version als Bonus einer Suspiria Kauf-DVD oder als Bootleg erhältlich. In den Vereinigten Staaten und Großbritannien sind ungekürzte Fassungen von Synapse films und Anchor Bay Entertainment erschienen.